# Calcar (chiroptères)
Pour les articles homonymes, voir Calcar.

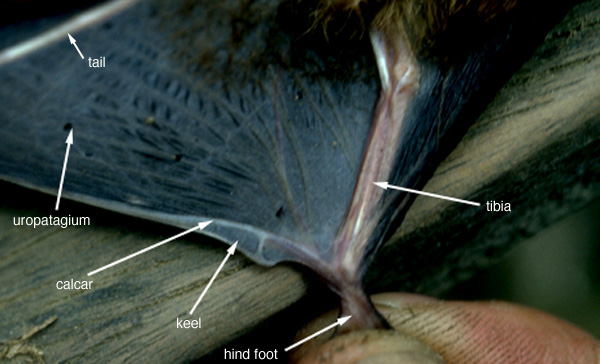
La membrane interfémorale d'un chiroptère : le calcar se situe en bas en bordure de la membrane.

Le calcar, ou calcanéum, est un éperon cartilagineux prenant naissance à la face interne de la cheville et se prolongeant vers l'intérieur en direction de la queue chez les chiroptères (chauves-souris). Le calcar se situe en bordure de la partie externe de la membrane interfémorale, et lui permet de se déployer. Cette membrane correspond à la partie de l'aile qui réunit la queue aux membres inférieurs. Elle peut former un panier ou une poche dont la fonction  est de capturer les insectes en vol. 
L'ancêtre connu le plus ancien  des chiroptères actuels, index, ne possédait apparemment pas de  calcar pour autant qu'on puisse en juger sur les restes fossiles de cet animal.